# تيتو لاريفا
تيتو لاريفا (بالإنجليزية: Tito Larriva)‏ هو موسيقي ومغني وكاتب أغاني وممثل أمريكي، ولد في 1953 بسيوداد خواريز في المكسيك.

## أعمال

### أفلام
- (1995) خارج عن القانون[5][6]
- (1996) من الغسق حتى الفجر[7][8]
- (2003) حدث ذات مرة في مكسيكو[9][10]

## وصلات خارجية
- تيتو لاريفا على موقع IMDb (الإنجليزية)
- تيتو لاريفا على موقع ألو سيني (الفرنسية)
- تيتو لاريفا على موقع ميوزك برينز (الإنجليزية)
- تيتو لاريفا على موقع أول موفي (الإنجليزية)
- تيتو لاريفا على موقع أول ميوزيك (الإنجليزية)
- تيتو لاريفا على موقع ديسكوغز (الإنجليزية)
- تيتو لاريفا على موقع قاعدة بيانات الفيلم (الإنجليزية)
- تيتو لاريفا على موقع كينوبويسك (الروسية)